# Bernardo Raimondo I di Pallars Jussà
Bernardo Raimondo di Pallars Jussà (in spagnolo Bernardo Ramón, in catalano Bernat Ramon, in francese Bernard Raymond; seconda metà secolo XI – 1126 circa) fu Conte di Pallars Jussà dal 1112 alla sua morte.

## Origine
Secondo il capitolo n° XXXVI del libro XLVI della España sagrada. 46, De las santas iglesias de Lérida, Roda y Barbastro, Bernardo Raimondo era il figlio terzogenito del Conte di Pallars, Raimondo IV e di Valença de Tost, che era figlia di Arnau Mir de Tost, signore di Àger. e della moglie Arsenda (confermato dal testamento di Arsenda.

Secondo il capitolo n° XXXVI del libro XLVI della España sagrada. 46, De las santas iglesias de Lérida, Roda y Barbastro, Raimondo IV di Pallars Jussà era il figlio primogenito del Conte di Pallars ed ex Conte consorte di Ribagorza, Raimondo III e di Ermesinda, di cui non si conoscono gli ascendenti.

## Biografia
Nel 1068, Bernardo Raimondo viene citato nel testamento della nonna materna, Arsenda(Petro Bernardi nepoto meo).
Nel 1072, anche nel testamento del nonno materno, Arnau Mir (Arnallus Mironis filius), Bernardo Raimondo viene ricordato (Petro Bernardi nepoto meo), come da documento n° 99 del Collecció diplomàtica de Sant Pere d´Àger fins 1198, Vol. I.
Non si conosce la data esatta della morte di suo padre, Raimondo IV, ma fu prima del 1º aprile 1100, in quanto in quella data, suo fratello, Pietro Raimondo (Petrus Dei gratia comes Pallariensis), secondo il documento n° CCCXXIII della Marca Hispanica, Appendix, fece una donazione in suffragio dell'anima di entrambi i genitori (parentum meorum Raymundi videlicet atque Valentiæ), mentre il documento n° CCCXXIV della Marca Hispanica, Appendix, inerente ad una donazione fatta ancora da Pietro Raimondo, assieme ai fratelli, Arnaldo Raimondo e Bernardo Raimondo (ego Petrus comes cum fratribus meis Arnallo atque Bernardo), precisa che Raimondo IV morì prima di Valença de Tost.

Arnaldo Raimondo ed il fratello, Pietro Raimondo succedettero a Raimondo IV; Arnoldo Raimondo era in sottordine al fratello.
Bernardo Raimondo, insieme ai suoi fratelli Pietro Raimondo, Arnaldo Raimondo e Lorena tra il 1100 ed il 1112, ha fondato la chiesa canonica di Santa Maria di Mur, e, nel 1109, ha fatto alcune donazioni alla chiesa di Urgell.
Suo fratello, Arnaldo Raimondo morì verso il 1112, poco prima dell'altro fratello Pietro Raimondo I, e dopo la morte di quest'ultimo, Bernardo Raimondo succedette ai fratelli nel governo della contea.
Bernardo Raimondo fu al seguito del conte di Barcellona, Gerona e Osona, Raimondo Berengario III di Barcellona, nelle sue campagne militari contro i Saraceni di Lleida, e si ritiene che morí a la battaglia di Corbins nel 1126. 

A Bernardo Raimondo succedette il nipote, Arnaldo Mir I.

## Matrimonio e discendenza
Bernardo Raimondo aveva sposato Toda, di cui non si conoscono gli ascendenti.

Arnaldo Raimondo da Toda ebbe una figlia:
- Dolce († dopo il 1192), Contessa di Pallars Jussà[16].

### Fonti primarie
- (LA) España sagrada. 46..
- (LA) Collecció diplomàtica de Sant Pere d´Àger fins 1198 (PDF) (archiviato dall'url originale il 5 marzo 2016)..
- (LA) Marca Hispanica..

### Letteratura storiografica
- (EN) The Development of Southern French and Catalan Society, 718-1050, su libro.uca.edu.